# Жироде-Триозон, Анн-Луи
Анн-Луи́ Жироде́-Триозо́н (фр. Anne-Louis Girodet de Roucy-Trioson; 29 января 1767, Монтаржи — 9 декабря 1824, Париж) — французский живописец исторического жанра, портретист, рисовальщик, художник-литограф и писатель.

## Биография
Ученик Жака-Луи Давида. Вначале Жироде увлекался греческой мифологией, но от неоклассицизма, господствовавшего в то время во французском искусстве, перешёл к поиску новых форм и стал предшественником нового направления — романтизма. 
Получив в 1789 году большую Римскую премию за картину «Сыновья Иакова узнают своего брата Иосифа», он провёл пять лет в Риме, откуда прислал в Париж картину «Эндимион» (Лувр) — произведение несколько слащавое и жеманное, но, несмотря на это, встреченное, как некая новинка, одобрением публики и художественной критики.
Новаторство Жироде-Триозона ещё яснее проявились в другой, также римской, работе: «Гиппократ отказывается от подарков Артаксеркса» (1792). Из немногочисленных картин Жироде-Тризона заслуживают внимания: «Даная и Аврора, подающая ей зеркало», «Тени французских генералов, встречаемые в Елисейских полях Оссианом» (1801); «Погребение Аталы» (на сюжет из повести Шатобриана, 1808; Лувр), «Наполеон I принимает ключи города Вены» (1808, Версаль), знаменитая «Сцена во время Всемирного потопа» (1810, Лувр) и «Пигмалион и Галатея» (1819).
После 1810 года из-под кисти Жироде-Триозона вышло очень мало картин — он занимался преимущественно рисованием иллюстраций к произведениям Анакреона, Сафо, Вергилия, Расина и других поэтов и драматургов. Пробуя свои силы на литературном поприще, он сочинил поэму о живописи, написал несколько рассуждений об этом виде искусства и упражнялся в переводах древнегреческих поэтов и в подражаниях им.
Анн-Луи Жироде-Триозон умер 9 декабря 1824 года в городе Париже и был похоронен на кладбище Пер-Лашез.
Среди наиболее известных учеников — Пьер-Луи Делаваль и Этьен Ашиль Ревейль.

## Галерея

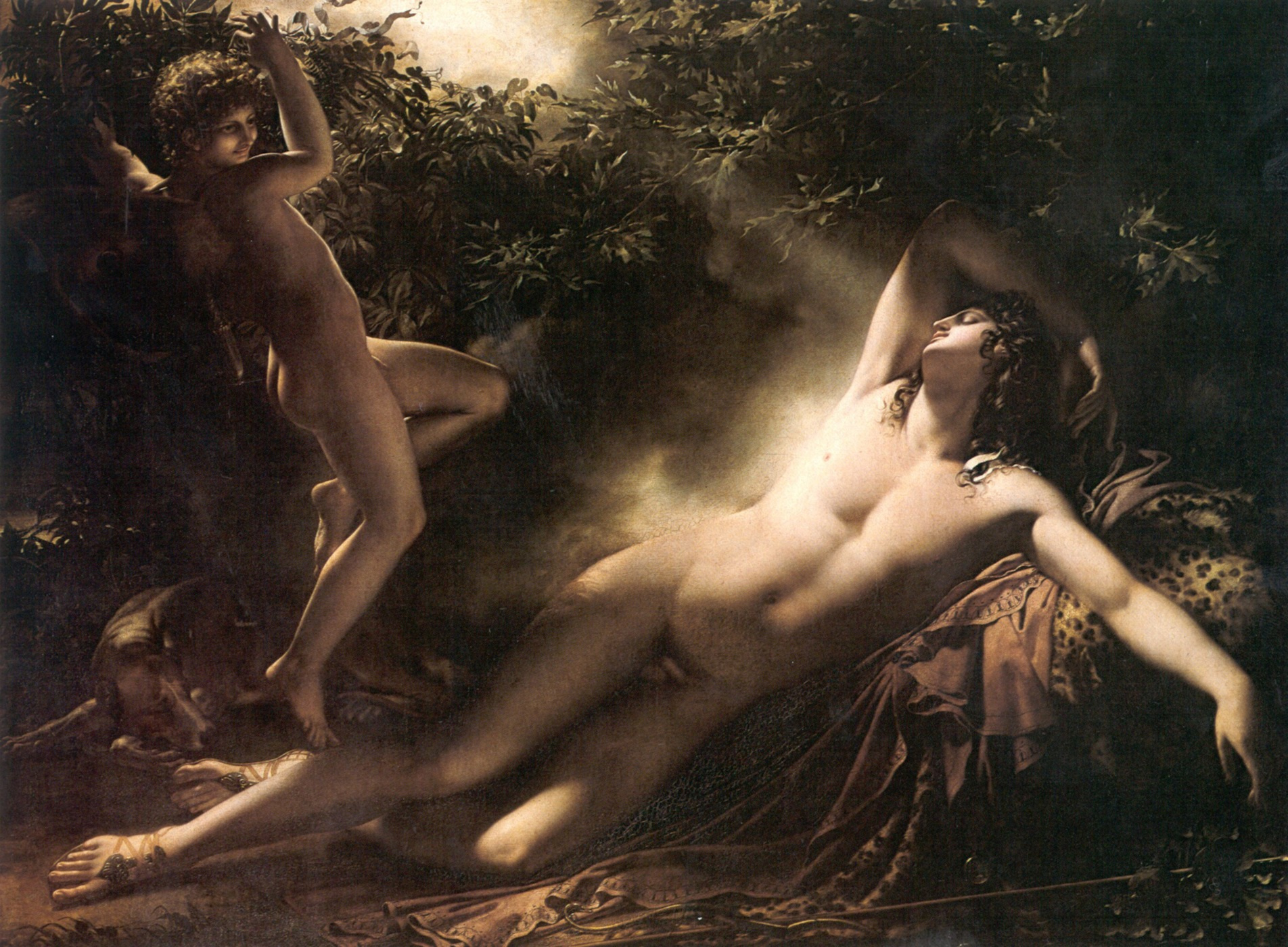
Сон Эндимиона.
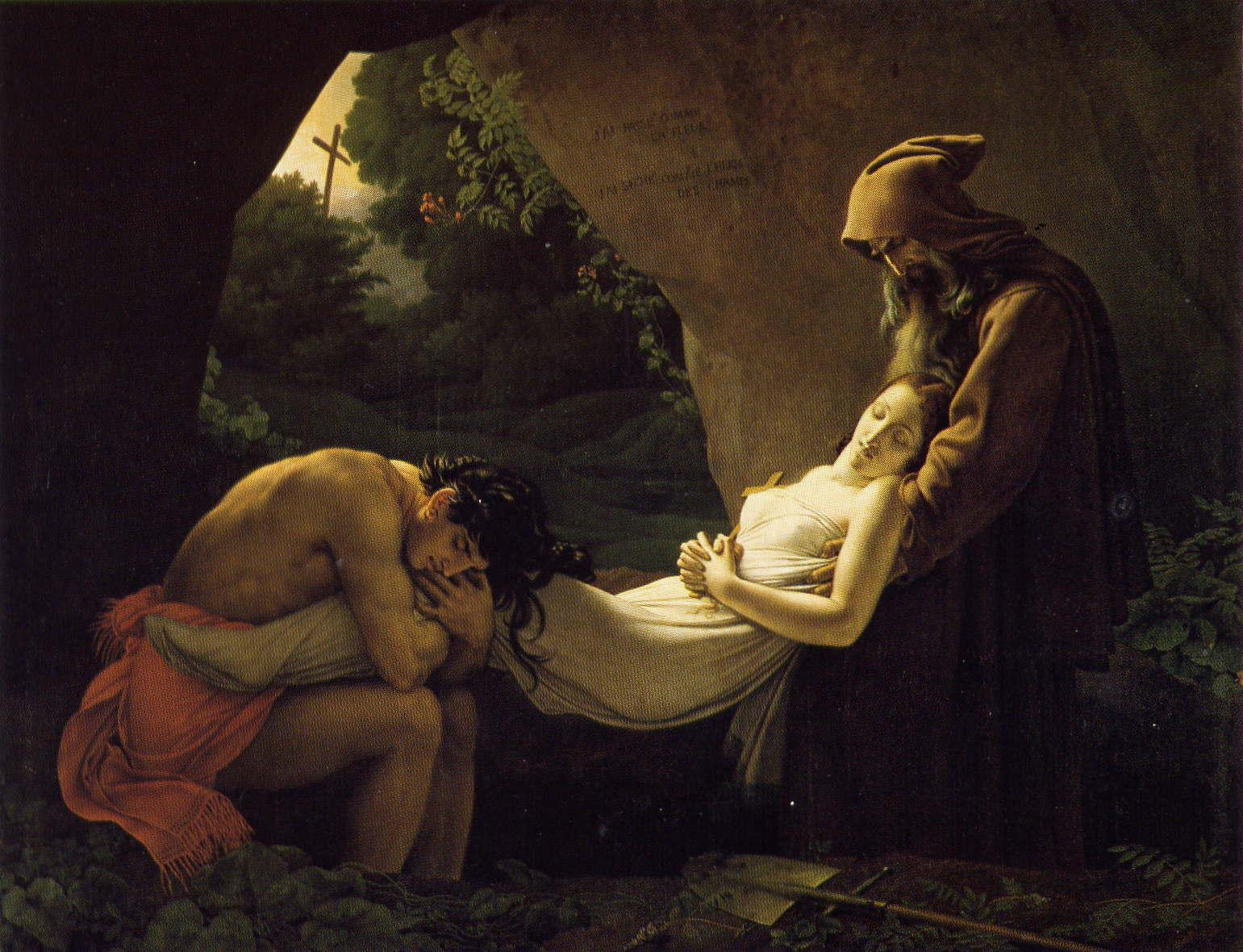
Погребение Аталы.
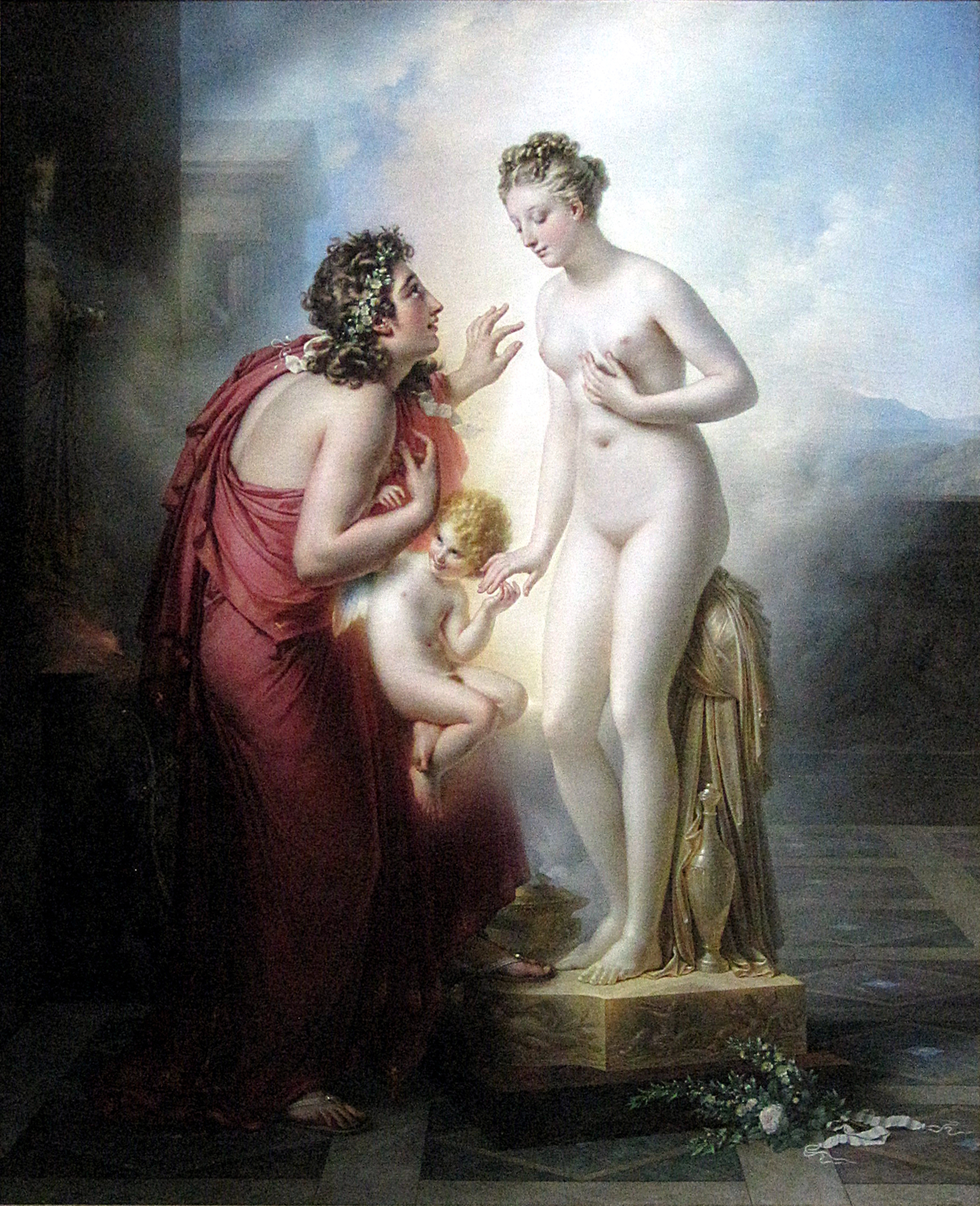
Пигмалион и Галатея.
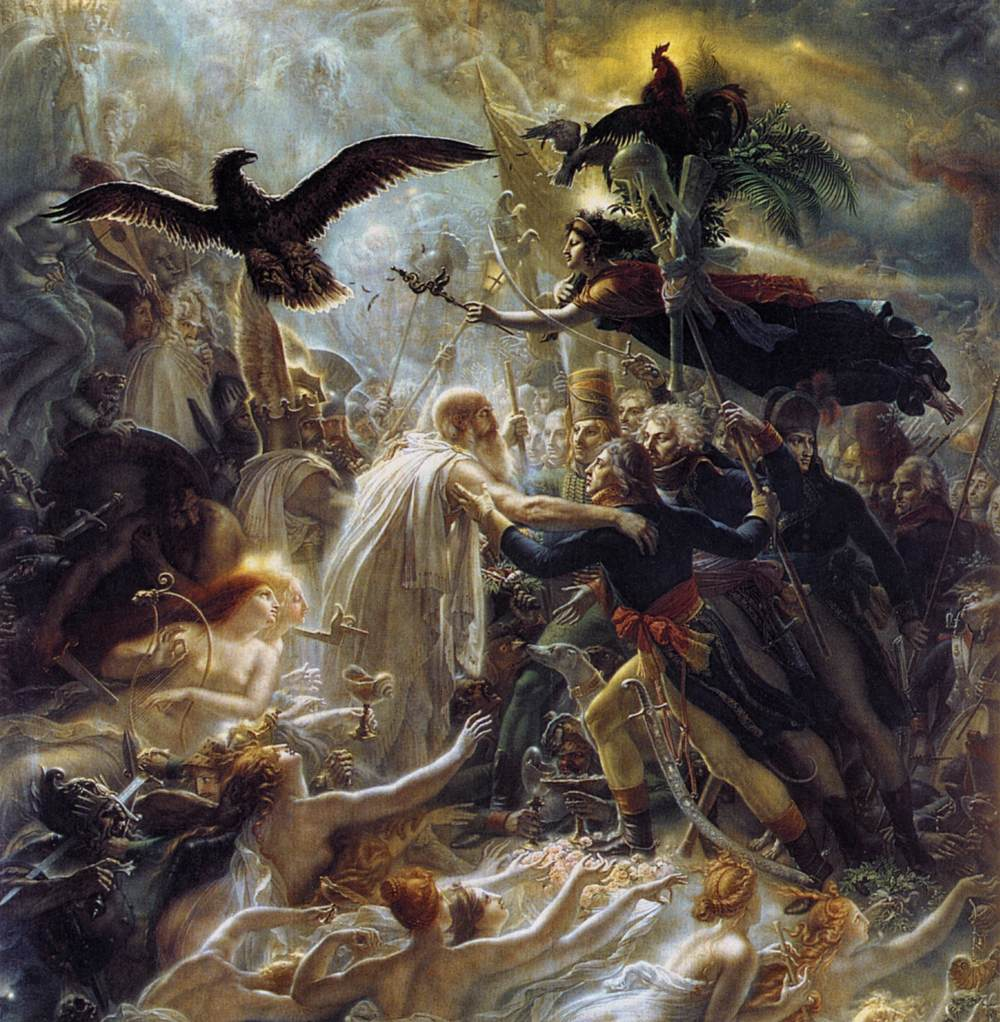
Тени французских республиканских генералов Гоша, Марсо, Клебера и других, встречаемые в Елисейских полях Оссианом (1801).
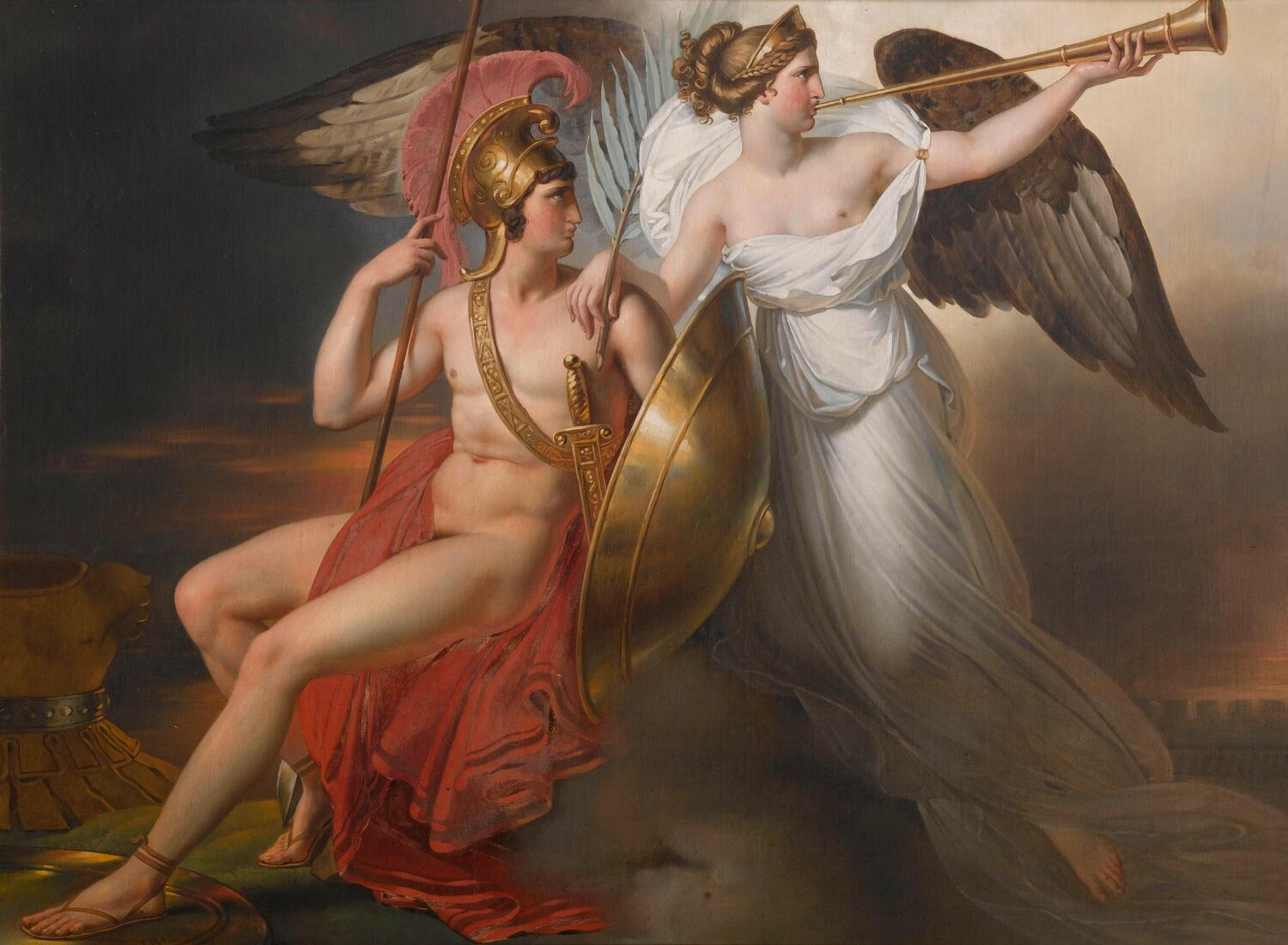
Аллегория Победы (1814).
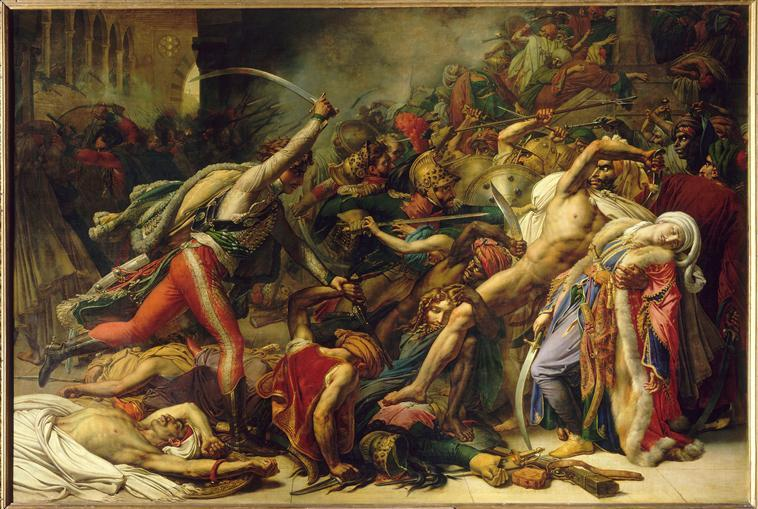
Восстание в Каире в 1798 году.
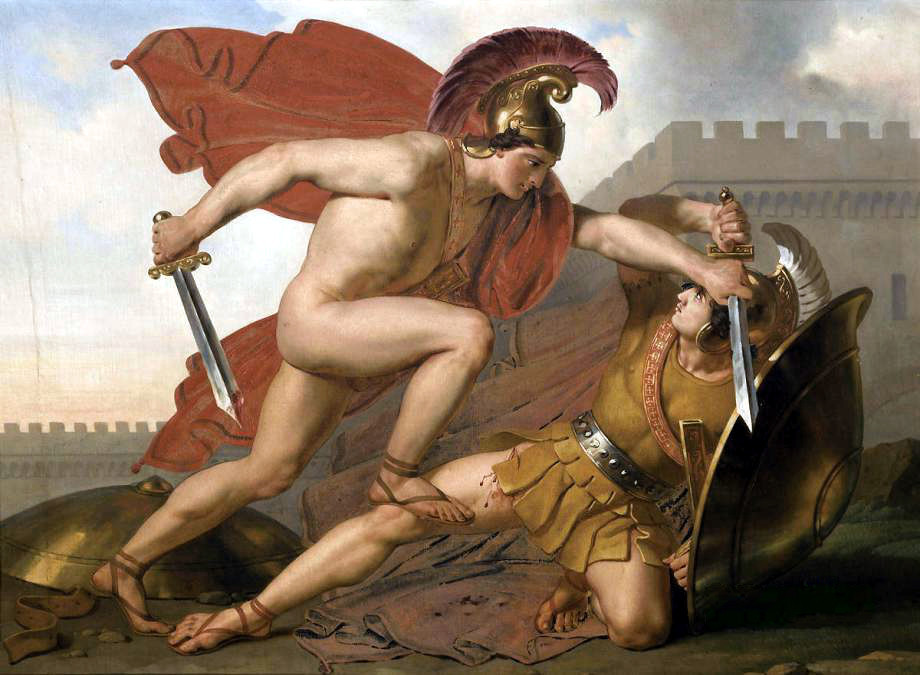
Поединок.
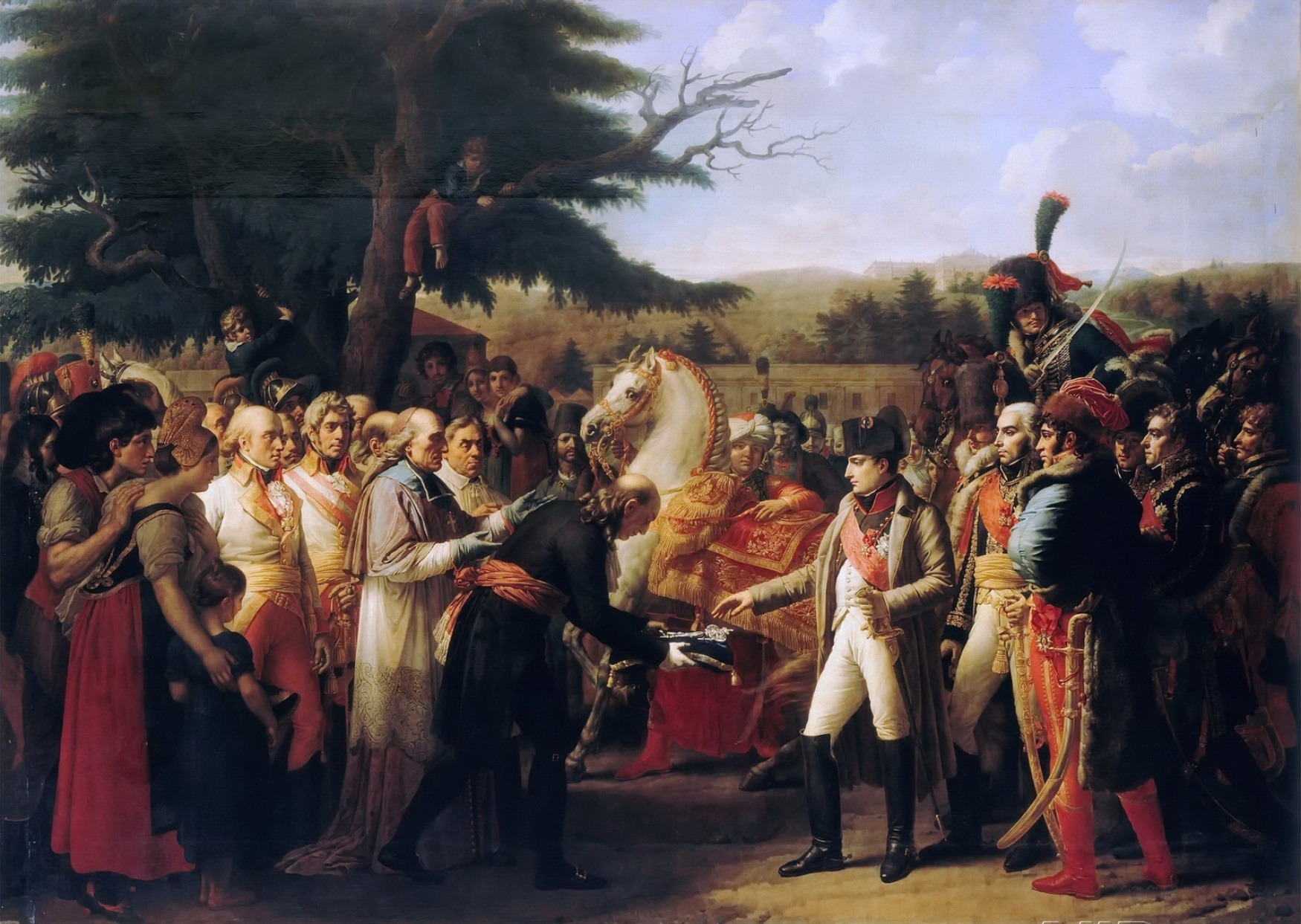
Наполеон I принимает ключи города Вены.
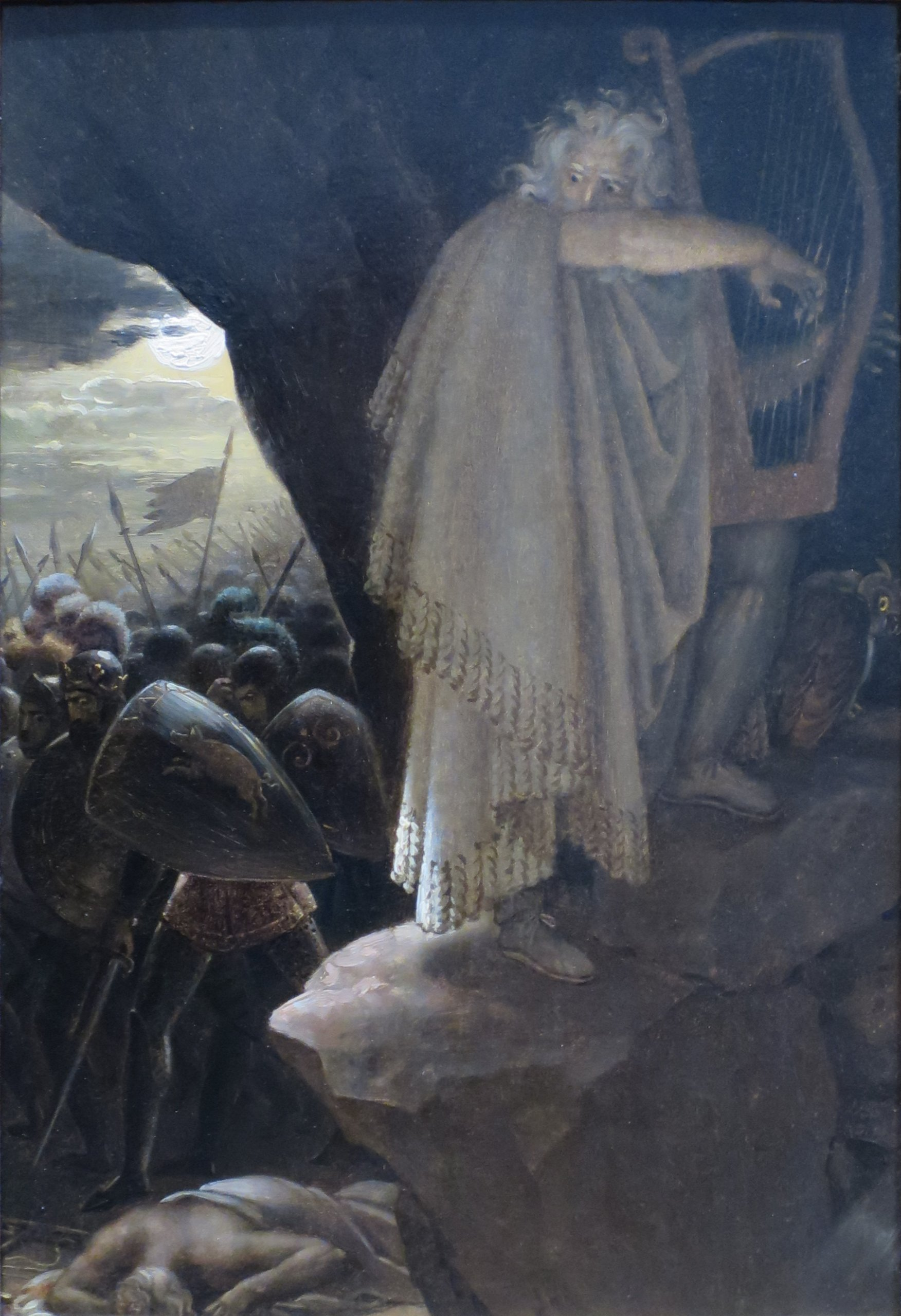
Бард.
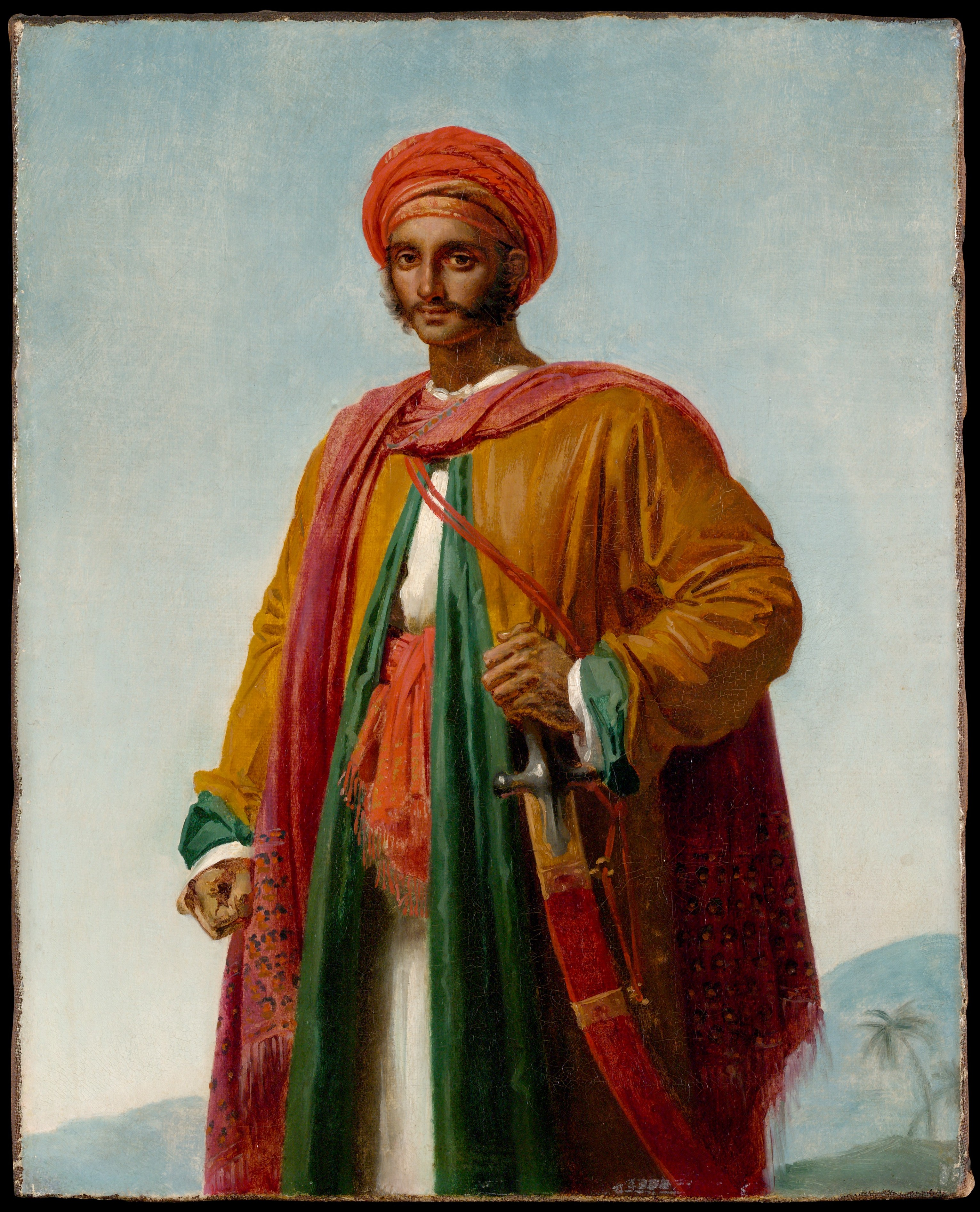
Портрет индийца.
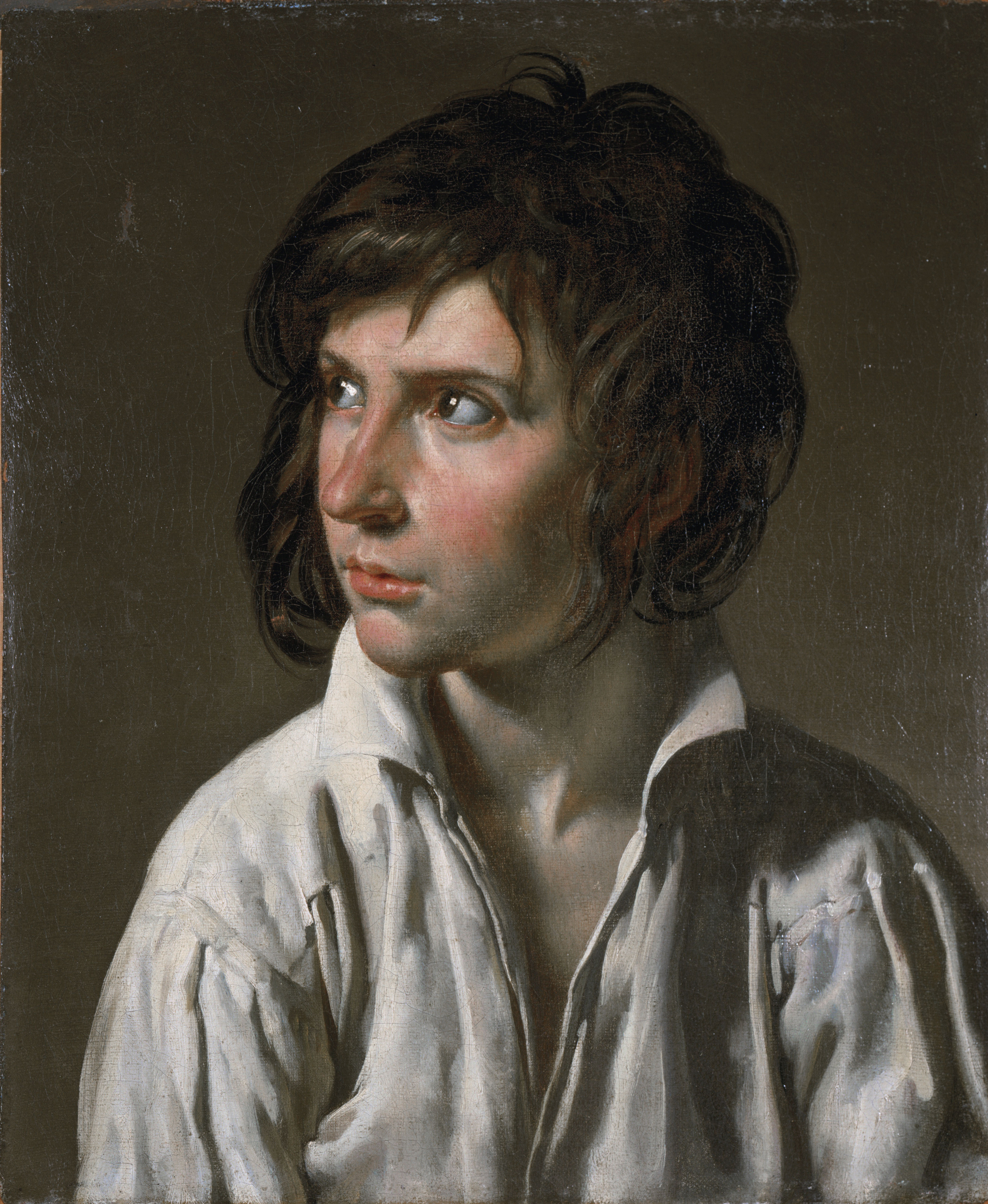
Портрет неизвестного мальчика.
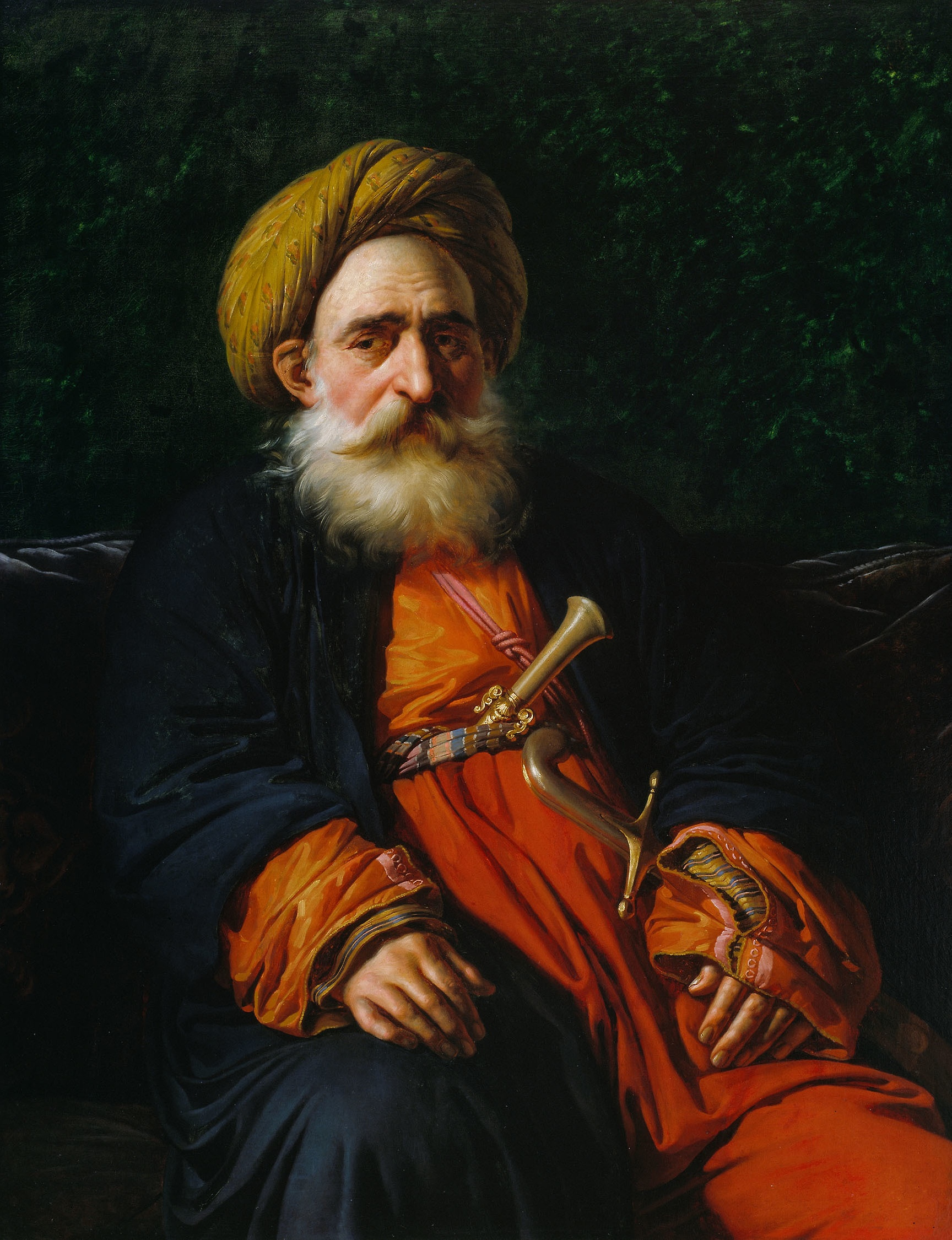
Портрет мамлюка.
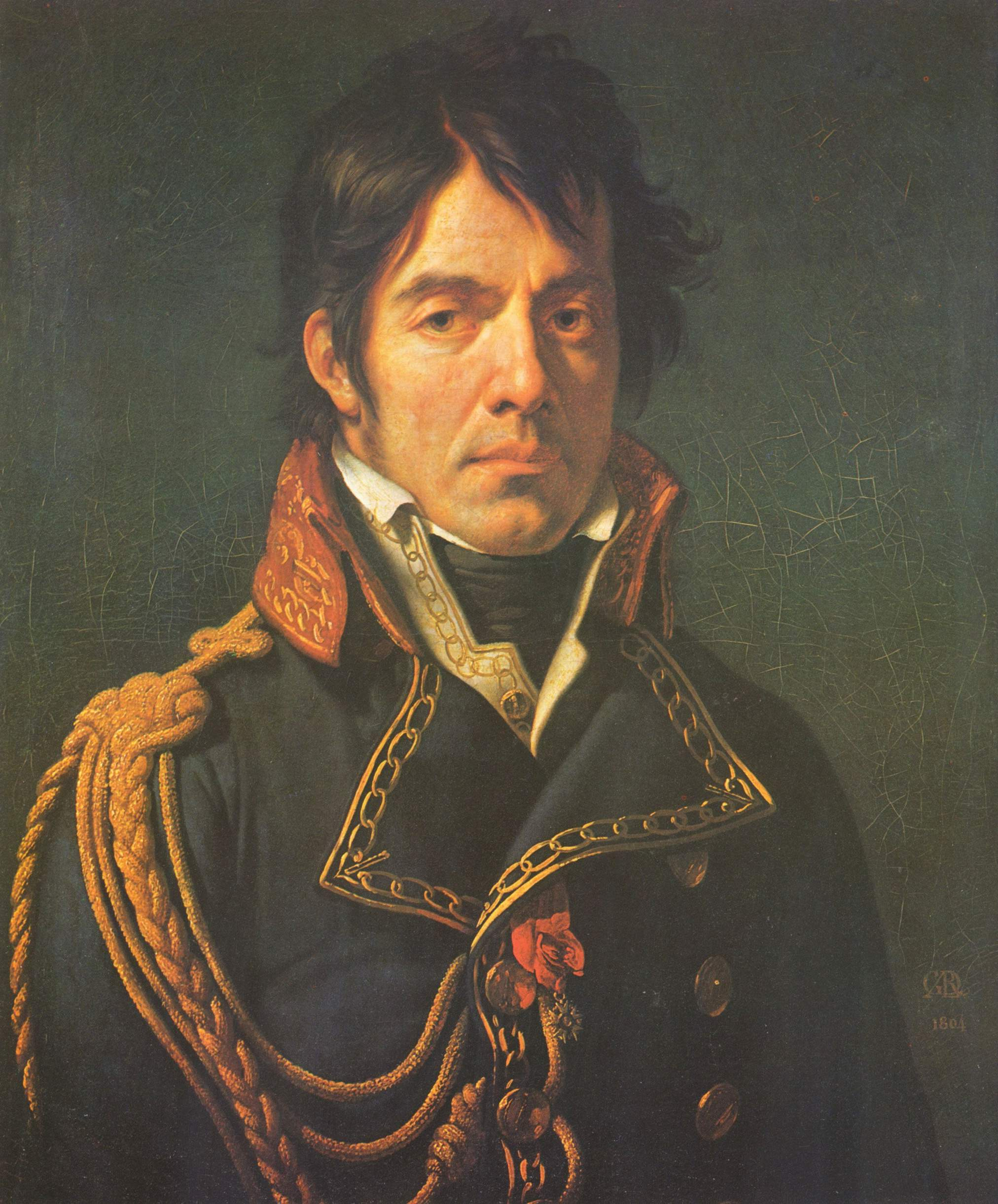
Портрет барона Ларрея, главного хирурга Наполеоновской армии.
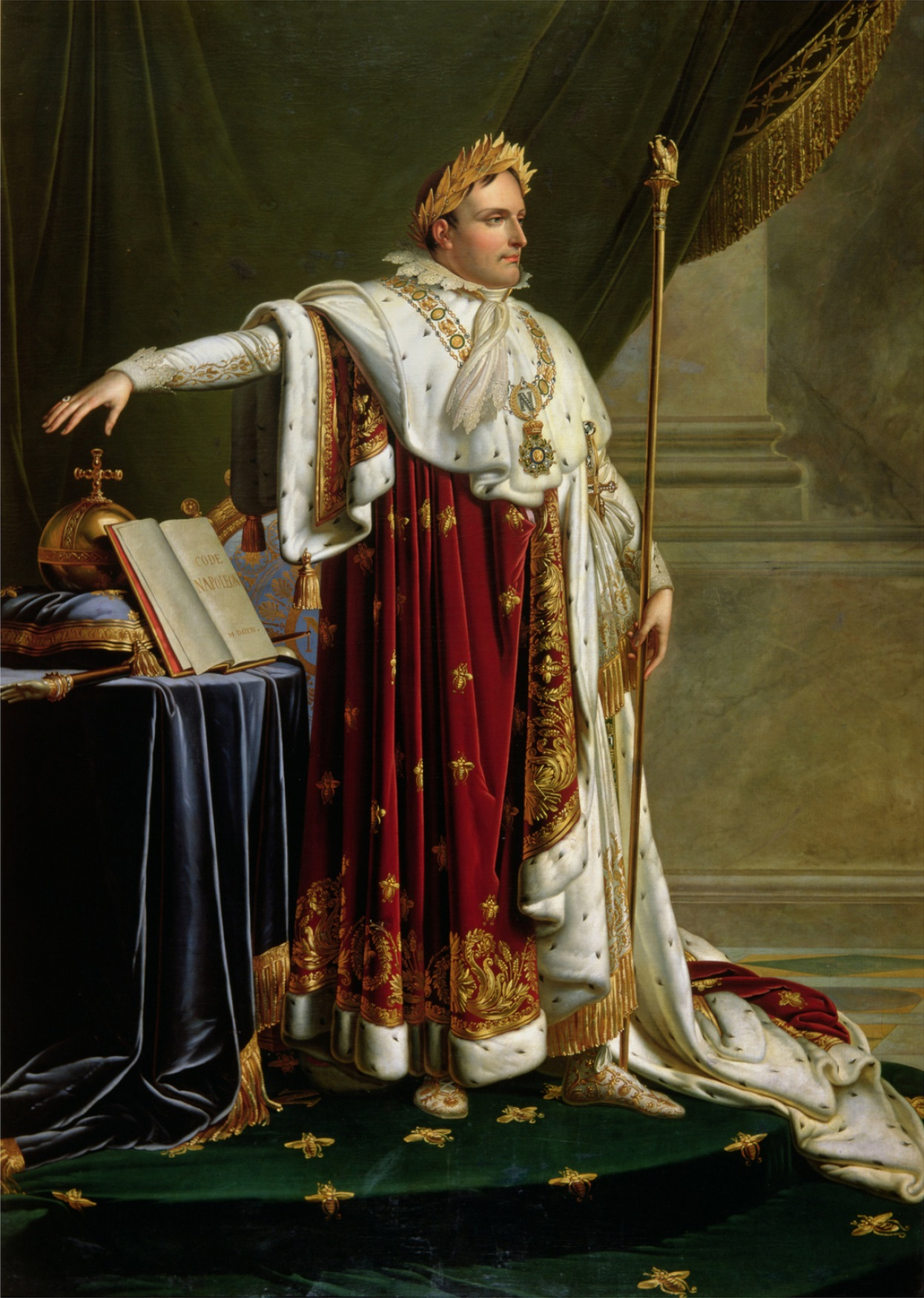
Парадный портрет императора Наполеона.
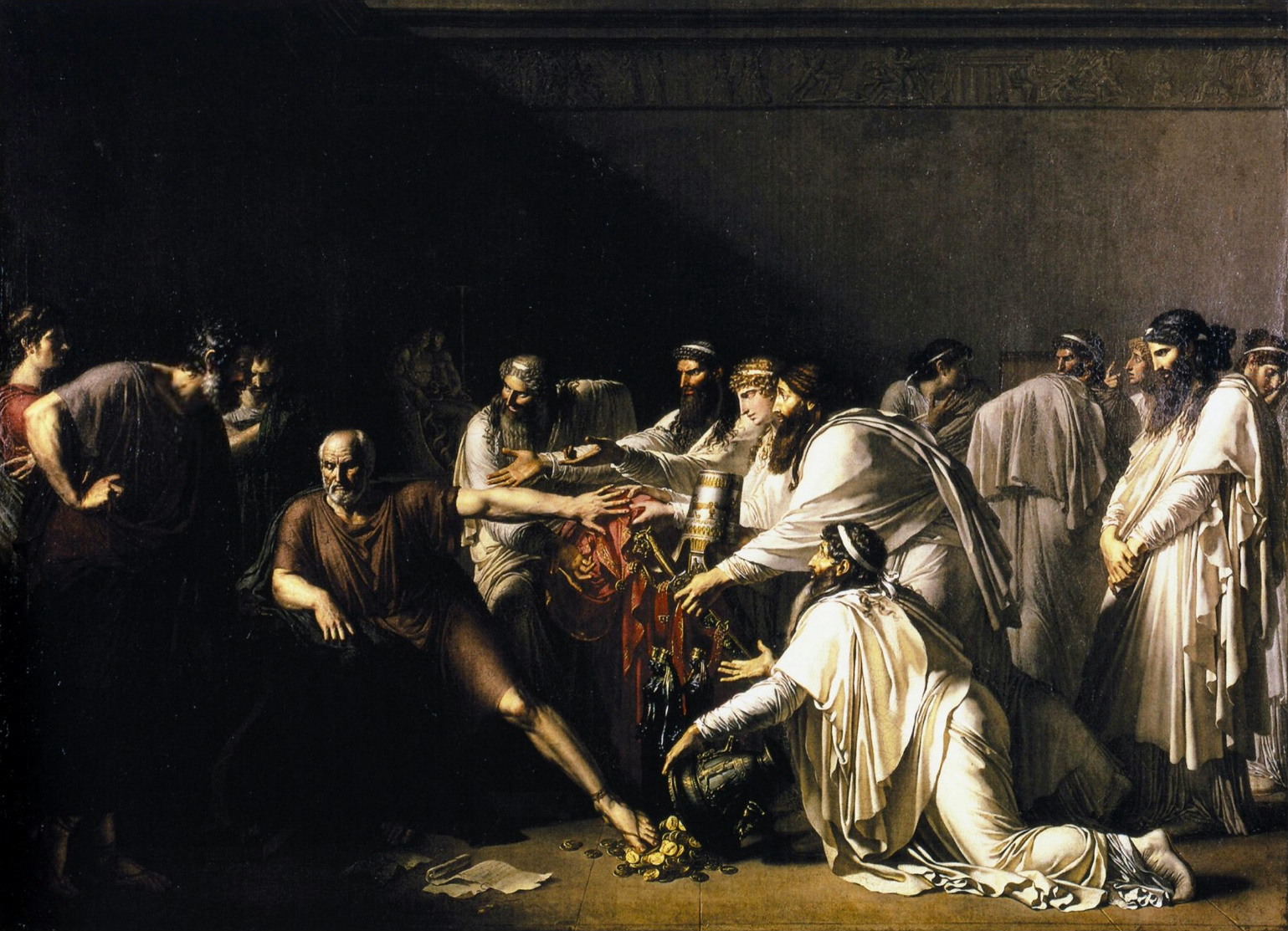
Гиппократ отвергает подарки Артаксеркса.
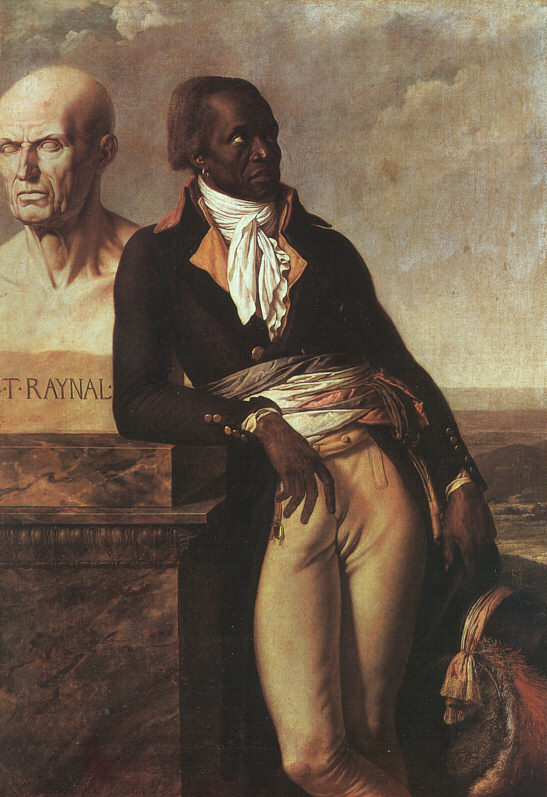
Портрет депутата Жана-Батиста Белле. Государственный Эрмитаж, Санкт-Петербург.
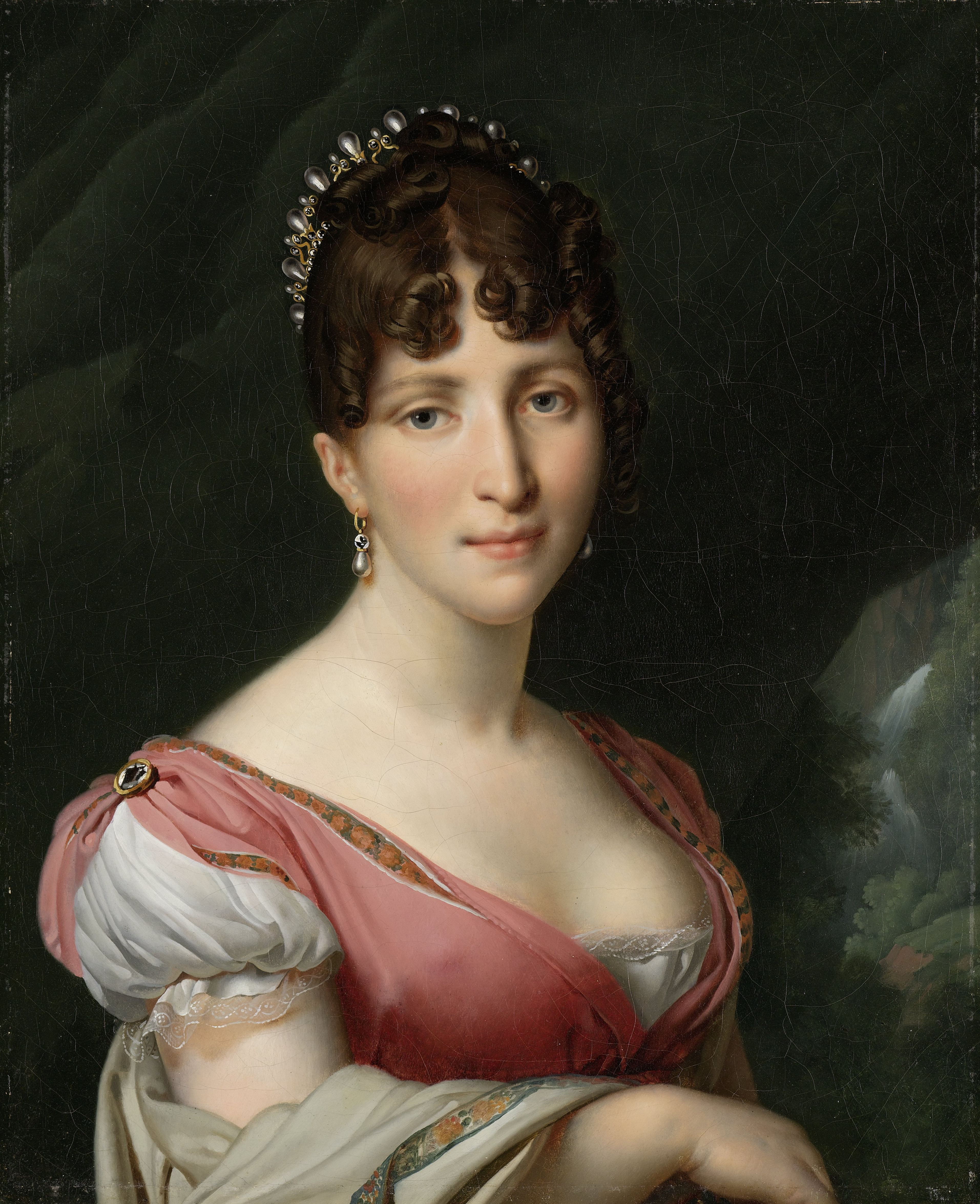
Портрет Гортензии де Богарне.